# Chiesa di Santa Maria delle Grazie (Andreis)
La chiesa di Santa Maria delle Grazie è la parrocchiale di Andreis, in provincia di Pordenone e diocesi di Concordia-Pordenone; fa parte della forania di Maniago.

## Storia
La prima citazione di una cappella situata ad Andreis risale al 1525; nel 1654 la chiesa, già dipendente dalla pieve di Barcis, venne eretta a parrocchiale.

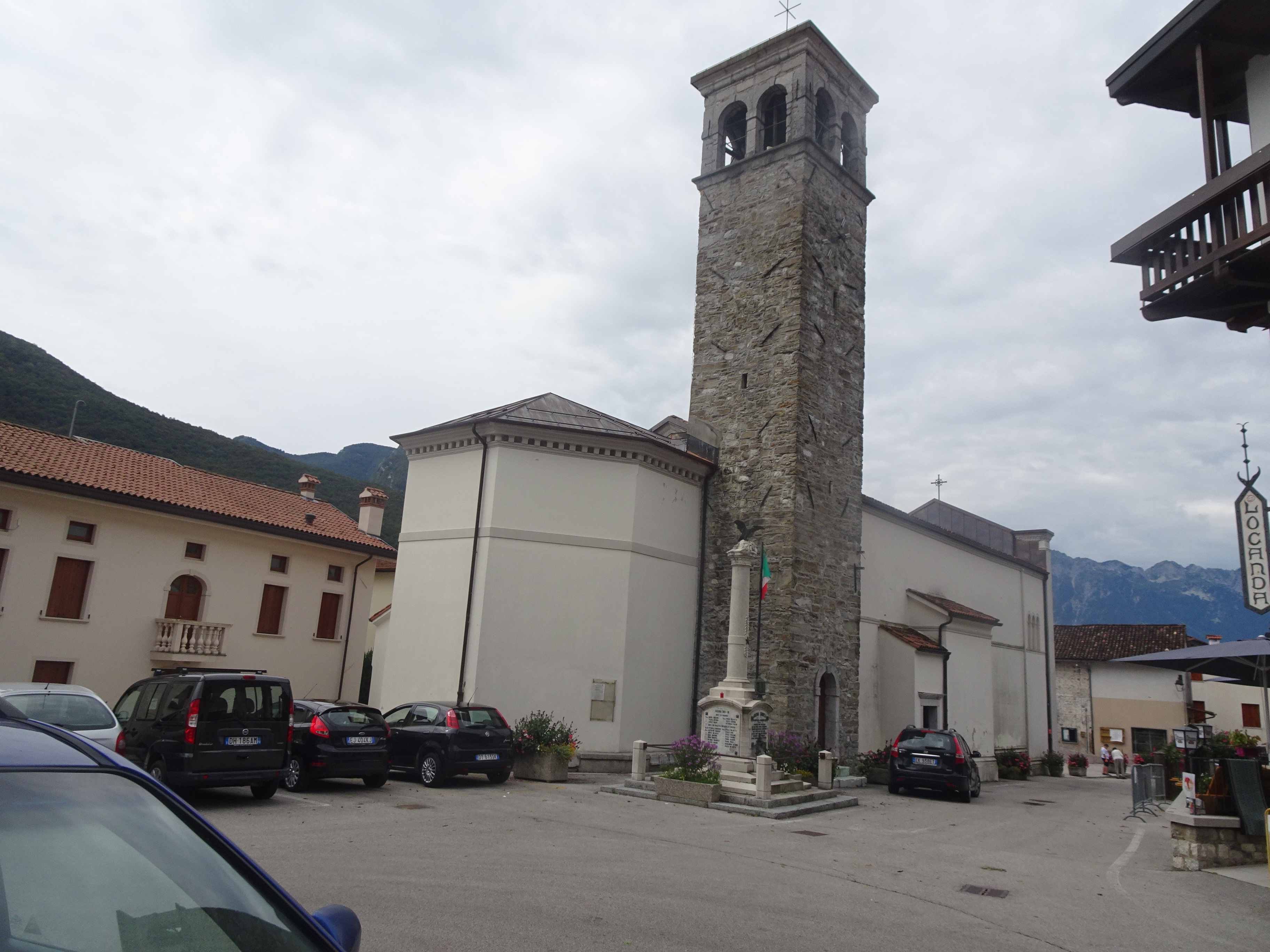
La chiesa vista dalla piazza

Nel 1662 il comune di Andreis deliberò di far edificare una nuova chiesa, che fosse di maggiori dimensioni rispetto alla precedente; l'edificio, ultimato nel 1669, venne consacrato il 15 giugno 1670.
Nel 1913 la struttura fu oggetto di un ampliamento che comportò pure il rifacimento della facciata, la quale venne modificata nel 1947; nel 1957 l'originario pavimento del XVII secolo venne sostituito da uno nuovo e, durante tale lavoro, furono ritrovati i resti dell'antica chiesetta.
Il terremoto del Friuli del 1976 procurò alla chiesa e alla torre campanaria diversi danni, che furono sanati nel 1979 nel corso di un importante intervento di ristrutturazione e di consolidamento.
Nel 1990 fu installato l'altare post-conciliare, composto da un supporto in legno sorreggente la mensa, anch'essa in legno.
Tra il 2016 e il 2018 vennero eseguiti ulteriori lavori che portarono al restauro delle pitture interne e allo smantellamento dell'originaria copertura in coppi, rimpiazzata da una in lastre di rame.

## Descrizione

### Esterno
La facciata della chiesa, che si presenta in stile neogotico e che è a capanna, è caratterizzata da una strombatura ad arco a sesto acuto nella quale sono inseriti il portale d'ingresso e il rosone.
Annesso alla parrocchiale è il campanile a base quadrata, la cui cella presenta su ogni lato una bifora ed è coperta dal tetto a quattro falde.

### Interno
Opere di pregio conservate all'interno, che si compone di un'unica navata, sono il battistero, costruito nel 1668 dal medunese Pietro Colusso, l'altare maggiore, realizzato nel 1748 da Giovanni Battista Bettini ed impreziosito da una pala e da due statue raffiguranti i Santi Pietro e Paolo, eseguite dal padovano Gian Giacomo Contiero nel 1750, e la statua avente come soggetto San Sebastiano, scolpita nel 1742 probabilmente da Agostino Fasolato.